# Alice Malhiot
Alice Charlotte Malhiot (3. srpna 1889 – 10. července 1968 Edmonton) je považována za první Kanaďanku, která vystudovala školu architektury

## Životopis
Byla dcerou stavebního inženýr Zephirina Malhiota a Domiltide „Tilly” Hart. Narodila se ve východní části Ontaria. V roce 1910 získala titul z architektury z Rhode Island School of Design v Providence ve Spojených státech. Poté se vrátila do Calgary, kde byla do roku 1913 zaměstnána v architektonické firmě Lang & Major. V roce 1911 se přihlásila do oboru Architektury na Albertské univerzitě. Udávalo se, že byla první ženou, která vystudovala kanadskou školu architektury v roce 1914, ale později bylo zjištěno, že absolvovala pouze obor sanitární vědy.
Po poklesu ekonomiky byla schopná najít zaměstnání pouze jako stenografka. V roce 1917 se provdala za Hugga Rosse, obchodníka se dřevem. Pracovala z domova v Duffieldu v Albertě, kde připravovala návrhy budov pro podnikání svého manžela. Po jeho smrti v roce 1944, pracovala pro edmontonskou stavební firmu  kde navrhovala rodinné domy. Alice Malhiot si dokončila postgraduální studium interiérového designu, krajinářské architektury a územního plánování na Rhode Island School of Design.
Zemřela v Edmontonu ve věku 78 let.